# Nötsch im Gailtal
Nötsch im Gailtal (szlovénül Čajna) osztrák mezőváros Karintia Villachvidéki járásában. 2016 januárjában 2224 lakosa volt. 

## Elhelyezkedése

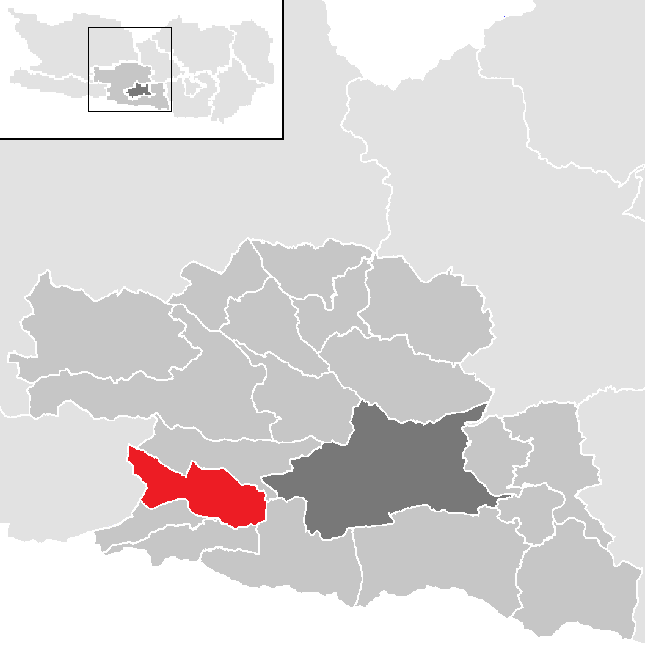
Nötsch im Gailtal a Villachvidéki járásban

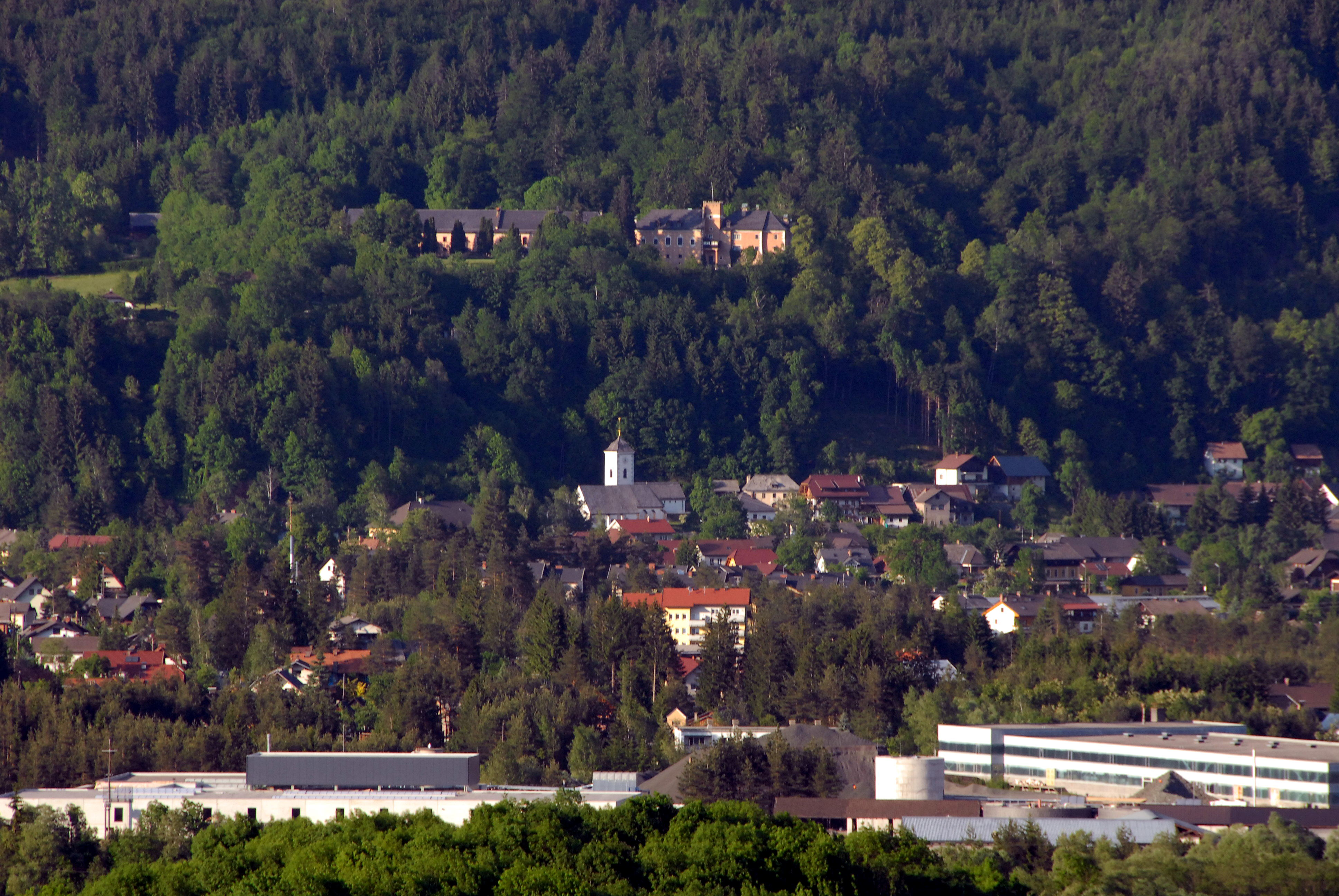
Nötsch, Saak és a hegyoldalban Wasserleonburg kastélya

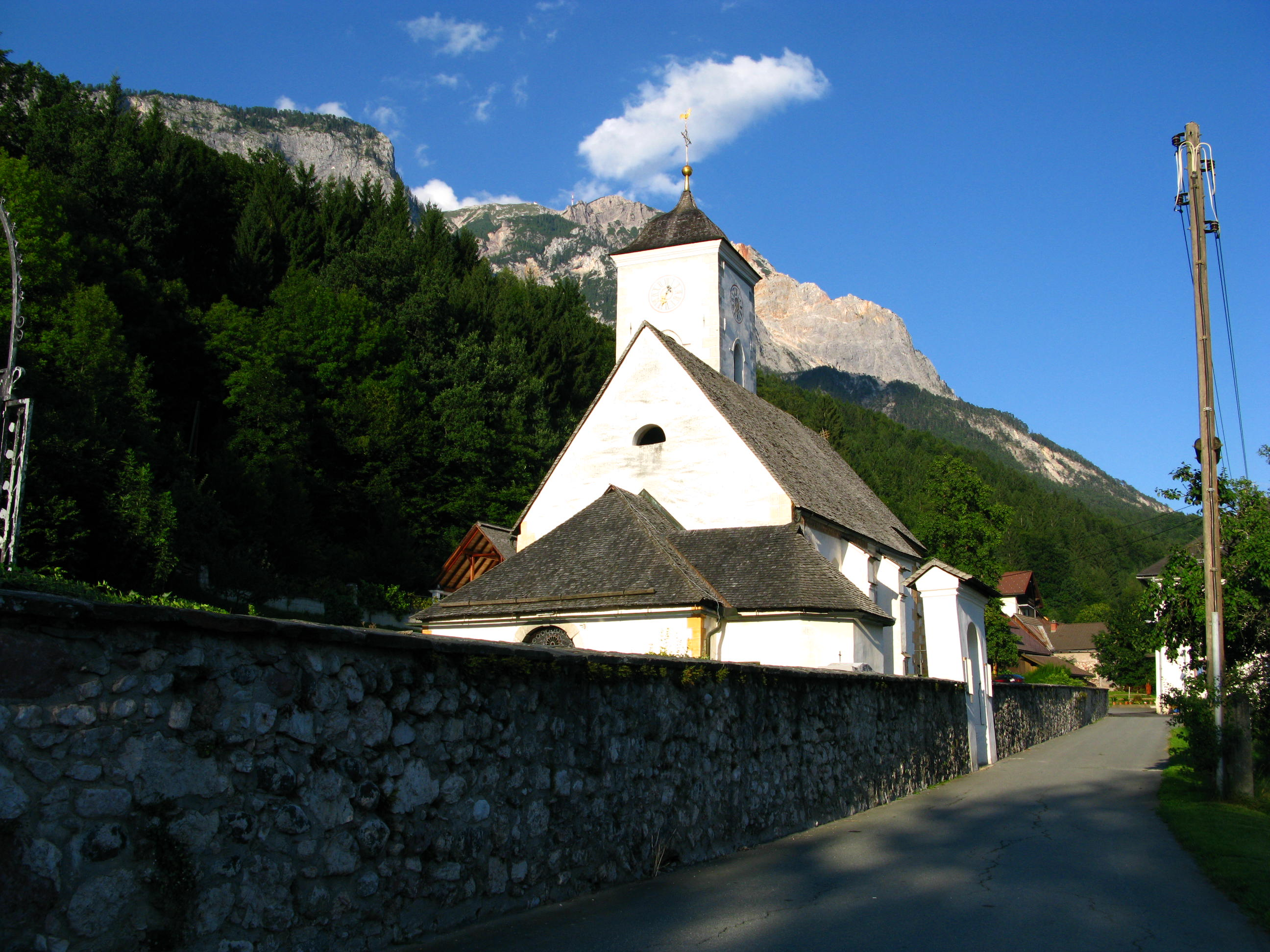
Saak temploma

Nötsch im Gailtal Karintia déli részén fekszik a Gail (a Dráva mellékfolyója) völgyében a Villachi-Alpokhoz tartozó, 2166 méteres Dobratsch-csúcs tövében. Az önkormányzat 17 falut és egyéb települést fog össze: Bach (45 lakos), Dellach (12), Emmersdorf (40), Förk (106), Glabatschach (9), Hermsberg (17), Kerschdorf (135), Kreublach (31), Kühweg (68), Labientschach (213), Michelhofen (36), Nötsch (906), Poglantschach (26), Saak (314), Sankt Georgen im Gailtal (106), Semering (82), Wertschach (85).
A környező települések: északra Bad Bleiberg, délkeletre Arnoldstein, délre Hohenthurn és Feistritz an der Gail, nyugatra Sankt Stefan im Gailtal.

## Története
Nötschöt először 1253-ban említik az írott források. 1348. január 25-én egy földrengés földcsuszamlást indított el a Dobratsch hegyen, ami a mai önkormányzat területén elzárta és felduzzasztotta a Gail vizét, számos épületet romba döntve. 1848-ban és 1851-ben különösen súlyos árvíz dúlt a völgyben, amelyek elsodorták a hidakat és nagy károkat okoztak.
A községi önkormányzat 1850-ben alakult meg, akkor még Emmersdorf néven. 1960-ban átnevezték Nötsch im Gailtalra. 1999-ben a település mezővárosi státuszt kapott.
A 20. század elején a településen alkotott az expresszionista festőkből (Sebastian Isepp, Anton Kolig, Franz Wiegele és Anton Mahringer) álló ún. nötschi kör.
1989-ben Förk mellett egy La Tène-korabeli ásatásról kelta fegyvereket loptak el és a svájci illegális műkincspiacon értékesítették azokat. Kétharmadukat a mainzi Római-Német Múzeum, egyharmadukat egy magángyűjtő vásárolta meg. Miután eredetükre fény derült, a műkincseket a klagenfurti Karintiai Nemzeti Múzeum vette meg.

## Lakossága
A nötschi önkormányzat területén 2016 januárjában 2224 fő élt, ami visszaesést jelent a 2001-es 2352 lakoshoz képest. Akkor a helybeliek 96,9%-a volt osztrák állampolgár. 89% római katolikusnak, 4,9% evangélikusnak, 1,4% mohamedánnak, 3,4% pedig felekezet nélkülinek vallotta magát.

## Látnivalók
- a nötschi festőkör múzeuma

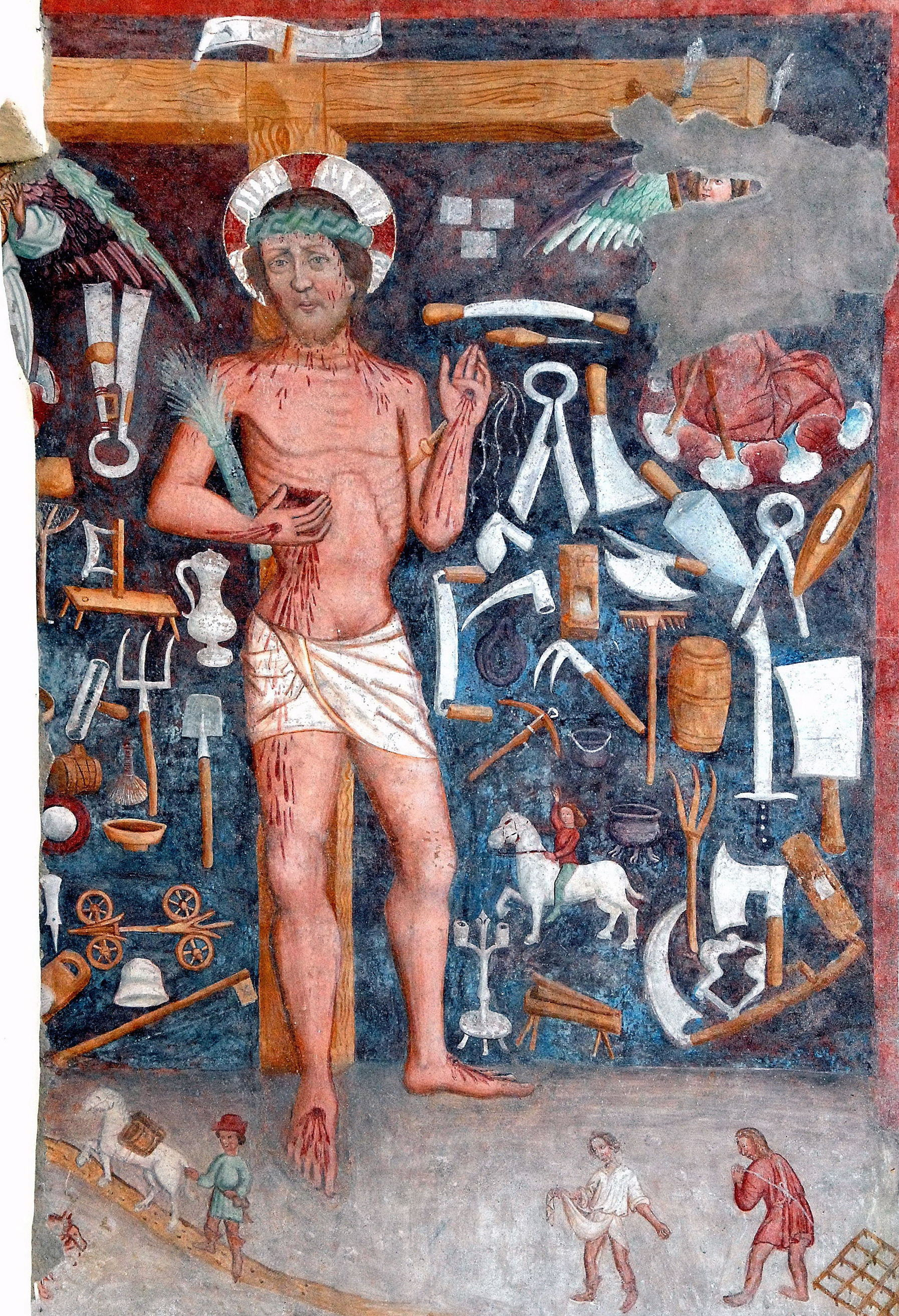
Az "ünnepi Krisztus"

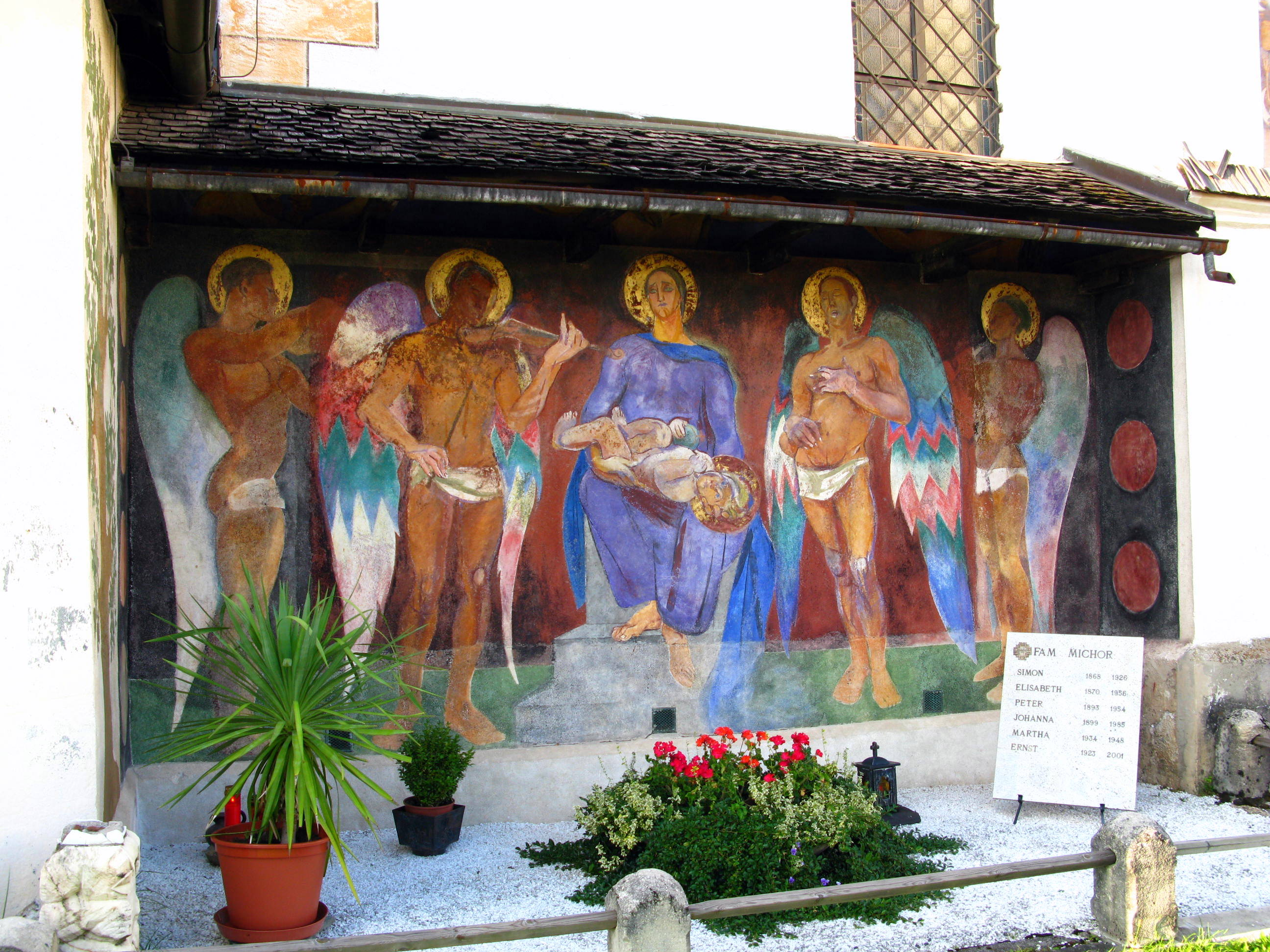
A Michor-család síremléke

- a saaki Szt. Cantius-plébániatemplom a 15. század második felében épült késő gótikus stílusban. Előtere 18. századi. 1740-ből való barokk főoltára Cantius, Cantianus és Cantianilla mártírok képével díszített. 1690 körüli mellékoltárán Szűz Mária késő gótikus ábrázolása látható. Külső déli falán 1500-ból való freskó tekinthető meg, az ún. "ünnepi Krisztus", körbevéve azokkal az eszközökkel és foglalatosságokkal, amelyek ünnepnapon tiltva vannak.
- a templom déli oldalán található a Michor-család síremléke, rajta Anton Kolig egyik jelentős munkája, az 1927-29 között festett, Madonnát, Kisjézust és zenélő angyalokat ábrázoló freskó. A saaki temetőben van eltemetve Anton Kolig és Franz Wiegele.
- az 1757-ben épült volt paplak ma magántulajdonban van és műteremként használják
- a saaki Wasserleonburg kastélyát 1253-ban említik először, ekkor még Löwenburg néven
- a vend kápolna (Windische Kapelle) a Doratsch-hegyen

### Események
- minden évben március 19-én rendezik a "Josefimarkt" kirakodóvásárt
- júliusban és augusztusban az egyházi ünnepeket a Gail-völgyben szokásos lovas ügyességi játékkal és "Lindentanz"-cal ünneplik meg
- októberben tartják a nötschi puliszkafesztivált

## Híres nötschiek
- Sebastian Isepp (1884–1954) a nötschi kör festője
- Franz Wiegele (1887–1944) a nötschi kör festője

## Fordítás
- Ez a szócikk részben vagy egészben  a   Nötsch im Gailtal című német Wikipédia-szócikk ezen változatának fordításán alapul.  Az eredeti cikk szerkesztőit annak laptörténete sorolja fel. Ez a jelzés csupán a megfogalmazás eredetét és a szerzői jogokat jelzi, nem szolgál a cikkben szereplő információk forrásmegjelöléseként.